# PG Tips
PG Tips est une marque de thé britannique appartenant à Lipton, lui-même appartenant au groupe Unilever jusqu'en 2021 avant la cession du groupe à CVC Partners. Jusqu'en 2019, il s'agit de la marque de thé noir la plus populaire au Royaume-Uni, ensuite supplantée par Twinings.

## Histoire
Arthur Brooke, après avoir été forme à Peek Brothers & Winch, une autre entreprise de thé, installe sa première entreprise à Ashton-under-Lyne. Cette entreprise, Brooke Bond, lance les Pre-Gestee dans les années 1930,,. Ce nom, un jeu de mots sur les digestifs, suggère qu'on peut le boire comme pré-digestif avant les repas. La marque se répand rapidement dans le nord de l'Angleterre.
Dans les années 1870, la crise du thé le pousse à se lancer dans la vente en gros plutôt que le seul conditionnement. Dans le commerce, la marque est souvent abrégée en PG. En 1887, on estime que deux millions de Britanniques boivent du thé Brooke Bond chaque jour ; en 1910, le fondateur prend sa retraite et lègue l'entreprise à son fils, Gerald Brooke.
En 1923, l'entreprise achète une usine de conditionnement du thé à Trafford Park, qui est encore fonctionnelle dans les années 2020. En 1943, c'est la plus grande entreprise de distribution de thé en gros au monde.
Après la Seconde Guerre mondiale, des nouvelles lois britanniques interdisent de décrire le thé comme une plante médicinale aidant à la digestion. En 1950 ou 1951, la marque devient officiellement PG Tips ; le mot Tips fait référence au fait que seul le bourgeon et les deux feuilles les plus hautes de chaque plant de théier sont utilisées dans la fabrication du mélange.
En 1963, l'entreprise est présente dans 80 pays sous six marques différentes. En 1968, après le rachat d'une autre organisation propriétaire entre autres de OXO, elle devient la sixième plus grande entreprise alimentaire du Royaume-Uni. L'entreprise se démarque par son utilisation importante et créative de la publicité, en particulier avec des personnages de singes à partir de 1972 dans ses publicités télévisées.
En 1984, la marque est rachetée par Unilever pour 389 millions livres sterling.

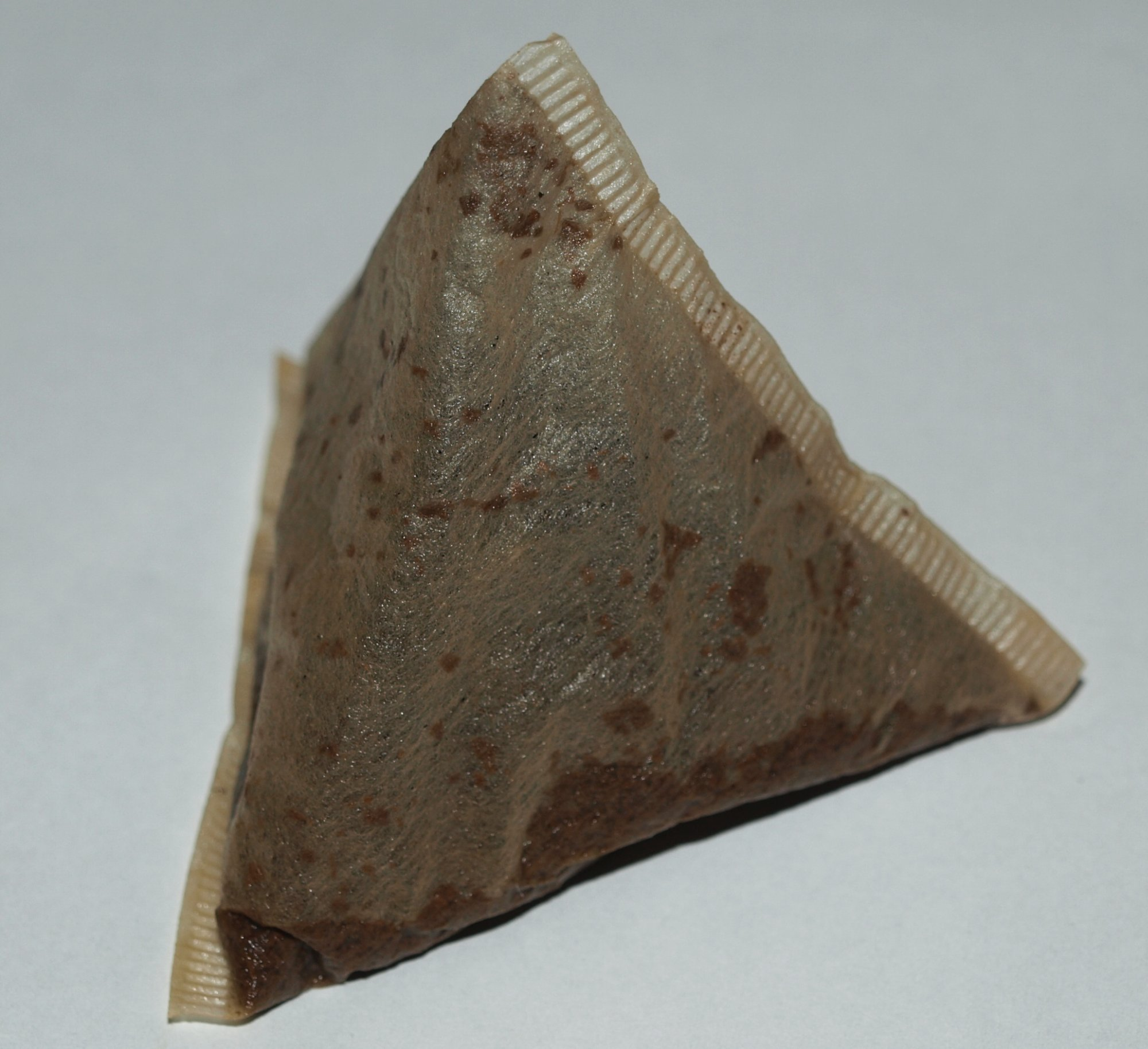
Sachet de thé pyramidal classique de la marque.

La marque est la première à adopter un format pyramidal pour ses sachets de thé en 1996.
En 2019, la marque est supplantée par Twinings et devient deuxième sur le marché britannique après plusieurs années en première place et une chute de 7% de ses ventes.
En 2020, en raison d'une baisse de consommation du thé au Royaume-Uni, Unilever cherche à vendre Brooke Bonds, Lipton et Pukka Herbs. Le groupe finit par vendre l'ensemble de ses marques de thé pour 3,8 milliards de livres sterling à l'entreprise de capital-investissement CVC Partners.

## Exportation
La marque est régulièrement représentée dans les supermarchés français, au rayon des produits importés.